# Championnat de Jordanie de football 1985
Navigation
Saison précédente Saison suivante
La saison 1985 du Championnat de Jordanie de football est la trente-septième édition du championnat de première division en Jordanie. La compétition est disputée sous forme de poule unique où les douze meilleurs clubs du pays s'affrontent deux fois au cours de la saison, à domicile et à l'extérieur. En fin de saison, pour permettre le passage du championnat de douze à dix clubs, les trois derniers du classement sont relégués et remplacés par le meilleur club de deuxième division.
C'est le club d'Al-Faisaly Club qui remporte la compétition après avoir terminé -invaincu- en tête du classement, avec onze points d'avance sur Al-Weehdat Club et treize sur un duo composé d'Al Nasr Amman et d'Al-Qaidisiya SC. C'est le dix-neuvième titre de champion de Jordanie de l'histoire du club, qui manque le doublé en s'inclinant en finale de la Coupe de Jordanie, face à Al-Weehdat Club.

## Les clubs participants
| - Al-Weehdat Club - Al Ramtha SC - Al Hussein Irbid - Al-Ahli Amman - Amman SC - Al Arabi Irbid | - Al Jazira Amman - Al-Faisaly Club - Al Nasr Amman - Ain Karem SC - Al Buqa'a - Promu de D2 - Al-Qadisiya SC - Promu de D2 |

## Compétition

### Classement
Le barème utilisé pour établir le classement est le suivant :
- Victoire : 2 points
- Match nul : 1 point
- Défaite : 0 point

| Rang | Équipe           | Pts | J  | G  | N  | P  | Bp | Bc | Diff |
| ---- | ---------------- | --- | -- | -- | -- | -- | -- | -- | ---- |
| 1    | Al-Faisaly Club  | 38  | 22 | 16 | 6  | 0  | 42 | 12 | +30  |
| 2    | Al-Weehdat ClubC | 27  | 22 | 11 | 5  | 6  | 27 | 14 | +13  |
| 3    | Al Nasr Amman    | 25  | 22 | 8  | 9  | 5  | 33 | 26 | +7   |
| 4    | Al-Qadisiya SCP  | 25  | 22 | 10 | 5  | 7  | 28 | 23 | +5   |
| 5    | Al Ramtha SC     | 24  | 22 | 6  | 12 | 4  | 24 | 13 | +11  |
| 6    | Amman SCT        | 24  | 22 | 9  | 6  | 7  | 18 | 14 | +4   |
| 7    | Al Hussein Irbid | 24  | 22 | 8  | 8  | 6  | 20 | 20 | 0    |
| 8    | Al Jazira Amman  | 23  | 22 | 8  | 7  | 7  | 29 | 24 | +5   |
| 9    | Al-Ahli Amman    | 20  | 22 | 9  | 2  | 11 | 29 | 24 | +5   |
| 10   | Ain Karem SC     | 15  | 22 | 3  | 9  | 10 | 20 | 34 | -14  |
| 11   | Al Arabi Irbid   | 14  | 22 | 3  | 8  | 11 | 14 | 26 | -12  |
| 12   | Al Buqa'aP       | 5   | 22 | 2  | 1  | 19 | 20 | 74 | -54  |

|  | Qualification pour la Coupe d'Asie des clubs champions 1986-1987                         |
|  | Relégation directe en deuxième division                                                  |
|  | T : Tenant du titre C : Vainqueur de la Coupe de Jordanie P : Promu de deuxième division |

## Bilan de la saison
| Championnat de Jordanie de football 1985   |                             |
| Champion                                   | Al-Faisaly Club (19e titre) |
| Coupes et trophées                         |                             |
| Vainqueur de la Coupe de Jordanie 1985     | Al-Weehdat Club             |
| Qualifications continentales               |                             |
| Coupe d'Asie des clubs champions 1986-1987 | Al-Faisaly Club             |
| Promotions et relégations                  |                             |
| Promus en première division                | Al Quoqazi                  |
| Relégués en deuxième division              | Ain Karem SC                |
| Relégués en deuxième division              | Al Arabi Irbid              |
| Relégués en deuxième division              | Al Buqa'a                   |